# Campeonato Europeo de Baloncesto Femenino de los Países Pequeños
El Campeonato Europeo de Baloncesto Femenino de los Países Pequeños es el campeonato de rango más bajo organizado por FIBA Europa. En él participan los países que están catalogados como "pequeños" según FIBA Europa.
Este campeonato fue introducido en 1989, cuando la Copa de la Promoción, la competición organizada los equipos de baloncesto nacionales europeos con menor rango. Desde entonces, la competición ha sido organizada bianualmente. En 2007, la Copa de la Promoción fue oficialmente rebautizada División C del EuroBasket.
En 2011 la División C del EuroBasket fue rebautizado a Campeonato Europeo de Baloncesto Femenino de los Países Pequeños de la FIBA.

## Historia
| Año           | Sede                        | Partido por el oro  | Partido por el oro | Partido por el oro  | Partido por el bronce | Partido por el bronce | Partido por el bronce |
| Año           | Sede                        | Medalla de oro      | Resultado          | Medalla de plata    | Medalla de bronce     | Resultado             | Cuarto lugar          |
| ------------- | --------------------------- | ------------------- | ------------------ | ------------------- | --------------------- | --------------------- | --------------------- |
| 1989 detalles | Luxemburgo                  | Austria             | 63–57              | Irlanda             | Luxemburgo            | 73–52                 | Islandia              |
| 1991 detalles | Gibraltar                   | Turquía             | 95–65              | Irlanda             | Austria               | 67–58                 | Luxemburgo            |
| 1993 detalles | Chipre (Nicosia)            | Austria             | 68–54              | Irlanda             | Chipre                | 57–51                 | Islandia              |
| 1996 detalles | Malta (Valletta)            | Islandia            | 81–73              | Albania             | Luxemburgo            | 65–58                 | Chipre                |
| 1998 detalles | Austria (Oberpullendorf)    | Austria             | 85–45              | Luxemburgo          | Chipre                | 53–51                 | Islandia              |
| 2000 detalles | Macedonia del Norte (Ohrid) | Macedonia del Norte | Todos contra todos | Escocia             | Andorra               | Todos contra todos    | Malta                 |
| 2002 detalles | Andorra (Andorra la Vieja)  | Albania             | 84–79              | Islandia            | Chipre                | 71–61                 | Luxemburgo            |
| 2004 detalles | Andorra (Andorra la Vieja)  | Islandia            | 81–66              | Luxemburgo          | Malta                 | 69–61                 | Armenia               |
| 2006 detalles | Malta (Ta' Qali)            | Luxemburgo          | 54–49              | Escocia             | Moldavia              | 81–75                 | Malta                 |
| 2008 detalles | Luxemburgo                  | Malta               | 81–61              | Albania             | Luxemburgo            | 55–45                 | Andorra               |
| 2010 detalles | Armenia (Ereván)            | Malta               | 74–65              | Armenia             | Escocia               | 88–67                 | Moldavia              |
| 2012 detalles | Macedonia del Norte (Ohrid) | Austria             | 68–63              | Macedonia del Norte | Malta                 | 72–52                 | Escocia               |
| 2014 detalles | Austria (Sankt Pölten)      | Austria             | 87–81              | Islandia            | Malta                 | 66–59                 | Escocia               |
| 2016 detalles | Gibraltar                   | Malta               | 67–59              | Irlanda             | Moldavia              | 66–50                 | Andorra               |
| 2018 detalles | Irlanda (Dublin)            |                     |                    |                     |                       |                       |                       |

## Palmarés
Actualizado hasta edición 2016.
| Posición | Selección           | Medalla de oro | Medalla de plata | Medalla de bronce | Total |
| 1        | Austria             | 5              | 0                | 1                 | 6     |
| 2        | Malta               | 3              | 0                | 3                 | 6     |
| 3        | Islandia            | 2              | 2                | 0                 | 4     |
| 4        | Luxemburgo          | 1              | 2                | 3                 | 6     |
| 5        | Albania             | 1              | 2                | 0                 | 3     |
| 6        | Macedonia del Norte | 1              | 1                | 0                 | 2     |
| 7        | Turquía             | 1              | 0                | 0                 | 1     |
| 8        | Irlanda             | 0              | 4                | 0                 | 4     |
| 9        | Escocia             | 0              | 2                | 1                 | 3     |
| 10       | Armenia             | 0              | 1                | 0                 | 1     |
| 11       | Chipre              | 0              | 0                | 3                 | 3     |
| 12       | Moldavia            | 0              | 0                | 2                 | 2     |
| 13       | Andorra             | 0              | 0                | 1                 | 1     |
| Total    | Total               | 14             | 14               | 14                | 42    |